# S/2003 J 12
S/2003 J 12 es una luna de Júpiter, fue descubierta en 2003 como lo indica su designación temporal y aún no ha sido bautizada por la Unión Astronómica Internacional).
Es la luna más interior de las lunas retrógradas irregulares de Júpiter y no parece ser propia de los otros grupos.